# Martín Fiz
Martín Fiz Martín (Vitoria, 3 marzo 1963) è un ex maratoneta e mezzofondista spagnolo, campione mondiale di maratona a Göteborg 1995.

## Biografia
Esordisce ai Giochi olimpici a Barcellona 1992, dove viene eliminato nelle batterie dei 5000 m piani. Passa poi a distanze più lunghe, dedicandosi infine alla maratona.
Nel 1994 è campione europeo, l'anno successivo ottiene anche l'oro mondiale, oltre al primo posto nella maratona di Rotterdam.
Ai Giochi olimpici di Atlanta 1996 giunge quarto, ai piedi del podio, mentre nel 1997 è argento mondiale, alle spalle del connazionale Abel Antón. Partecipa alla sua ultima Olimpiade a Sydney 2000, dove si classifica 6º.

## Palmarès
| Anno | Manifestazione             | Sede          | Evento         | Risultato | Prestazione | Note |
| ---- | -------------------------- | ------------- | -------------- | --------- | ----------- | ---- |
| 1982 | Mondiali di cross          | Roma          | Corsa juniores | 16º       | 23'38"6     |      |
| 1983 | Mondiali di cross          | Gateshead     | Corsa seniores | 135º      | 39'38"      |      |
| 1989 | Mondiali di cross          | Stavanger     | Corsa seniores | 63º       | 42'18"      |      |
| 1990 | Mondiali di cross          | Aix-les-Bains | Corsa seniores | 15º       | 35'02"      |      |
| 1990 | Mondiali di cross          | Aix-les-Bains | A squadre      | Bronzo    | 176 p.      |      |
| 1991 | Mondiali di cross          | Anversa       | Corsa seniores | 20º       | 34'47"      |      |
| 1991 | Mondiali di cross          | Anversa       | A squadre      | Bronzo    | 198 p.      |      |
| 1991 | Mondiali                   | Tokyo         | 5000 m piani   | Batteria  | 13'59"52    |      |
| 1992 | Mondiali di cross          | Boston        | Corsa seniores | 24º       | 37'56"      |      |
| 1992 | Giochi olimpici            | Barcellona    | 5000 m piani   | Batteria  | 13'42"20    |      |
| 1993 | Mondiali di cross          | Amorebieta    | Corsa seniores | 14º       | 33'46"      |      |
| 1994 | Europei                    | Helsinki      | Maratona       | Oro       | 2h10'31"    |      |
| 1995 | Mondiali di cross          | Durham        | Corsa seniores | 10º       | 34'50"      |      |
| 1995 | Mondiali di cross          | Durham        | A squadre      | Bronzo    | 120 p.      |      |
| 1995 | Mondiali                   | Göteborg      | Maratona       | Oro       | 2h11'41"    |      |
| 1996 | Giochi olimpici            | Atlanta       | Maratona       | 4º        | 2h13'20"    |      |
| 1997 | Mondiali                   | Atene         | Maratona       | Argento   | 2h13'21"    |      |
| 1998 | Mondiali di mezza maratona | Zurigo        | Individuale    | 15º       | 1h01'47"    |      |
| 1998 | Mondiali di mezza maratona | Zurigo        | A squadre      | 5º        | 3h05'32"    |      |
| 1999 | Mondiali                   | Siviglia      | Maratona       | 8º        | 2h16'17"    |      |
| 2000 | Giochi olimpici            | Sydney        | Maratona       | 6º        | 2h13'06"    |      |

## Altre competizioni internazionali
1988
- Oro al Cross Internacional Valle de Llodio ( Llodio)

1991
- Oro al Cross Internacional de la Constitución ( Alcobendas) - 32'05"

1992
- Oro al Cross Internacional de la Constitución ( Alcobendas) - 29'36"

1993
- Oro alla Maratona di Helsinki ( Helsinki) - 2h12'47"

1994
- Oro alla San Silvestro Vallecana ( Madrid)
- 10º alla Maratona di Boston ( Boston) - 2h10'21"

1995
- Oro alla Maratona di Rotterdam ( Rotterdam) - 2h08'56"

1996
- Oro alla Maratona di Seul ( Seul) - 2h08'25"
- 7º alla Maratona di New York ( New York) - 2h12'31"

1997
- Oro alla Maratona del lago Biwa ( Ōtsu) - 2h08'05"

1999
- Oro alla Maratona del lago Biwa ( Ōtsu) - 2h08'50"
- 9º alla Maratona di New York ( New York) - 2h12'03"

2000
- Oro alla Maratona del lago Biwa ( Ōtsu) - 2h08'14"

2001
- 7º alla Maratona di Madrid ( Madrid) - 2h17'11"